# ジェットブルー航空292便緊急着陸事故
ジェットブルー航空292便緊急着陸事故 （じぇっとぶるーこうくう292びんきんきゅうちゃくりくじこ、JetBlue Airways Flight 292）は、2005年9月21日にアメリカでジェットブルー航空が国内定期便として運行していたエアバスA320-232の前部主脚に異常が発生し、緊急着陸を余儀なくされた事故である。

## 事故の概要

### 降着装置の異常

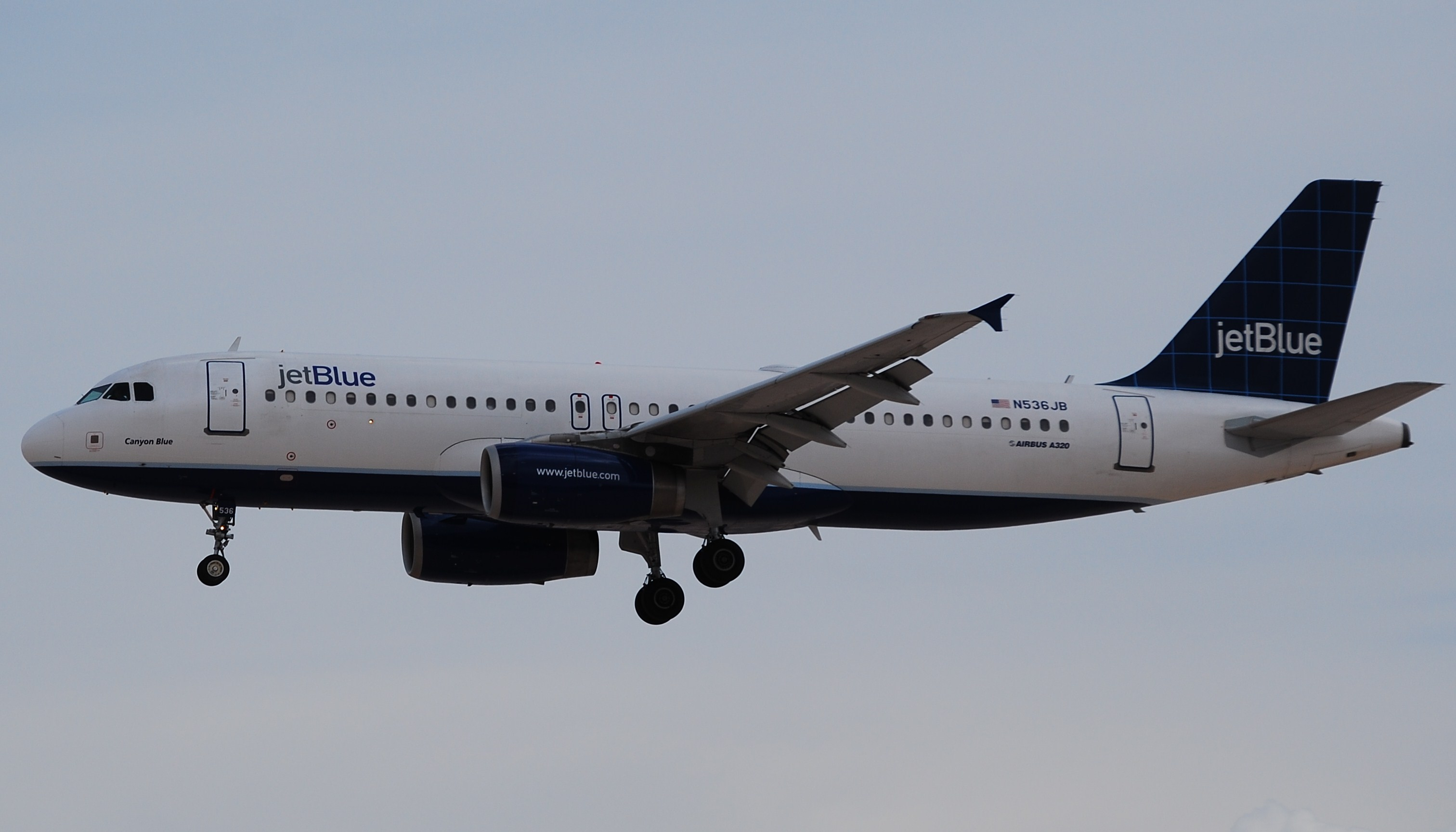
事故機のA320

ニューヨークジョン・F・ケネディ国際空港行きジェットブルー航空292便（運航機材：エアバスA320-232（機体記号N536JB）、機体名：「Canyon Blue」）は2005年9月21日午後3時17分にカリフォルニア州バーバンクのボブ・ホープ空港を離陸した。
離陸後まもなくして、操縦士が降着装置を収納しようとレバーを引いたが、降着装置を引き込むことができなかった。異常を察知した操縦士は、近くにあるロングビーチ空港の管制塔に降着装置の状態を目視で確認してもらったところ、前部の降着装置が進行方向に対して直角に曲がっていることが分かった。
この事態に操縦士はすぐに着陸することが必要と考え、滑走路が長く、近場だったロサンゼルス国際空港に緊急着陸することを決めた。

### 減らされた機体重量
機体が重いと損傷している前部のギアに負担がかかると考えた操縦士は、バーバンク上空でしばらく飛行を続けて燃料を消費し、機体の重量を減らすことにした。A320は燃料投棄システムを持たない。また、機体前部をできるだけ軽くするために、待機旋回中に乗客と手荷物を機体後部に移動するなどの対策をとった。
機内の各席には機内エンターテイメントシステムの液晶ディスプレイが設置されており、乗客は自分達が乗っている便が着陸するまでの様子をCNNのニュースで見ることができたという。しかし、これがかえって乗客の不安を煽ることになり、パニックが発生する寸前の事態になった。そのため、機長は独断で乗客の携帯電話の使用を許可した。
しばらくして重量を減らした292便は、ロサンゼルス国際空港への着陸体勢に入った。空港には火災が発生した場合を想定した消防車と消防隊が配置されていた。

### 緊急着陸

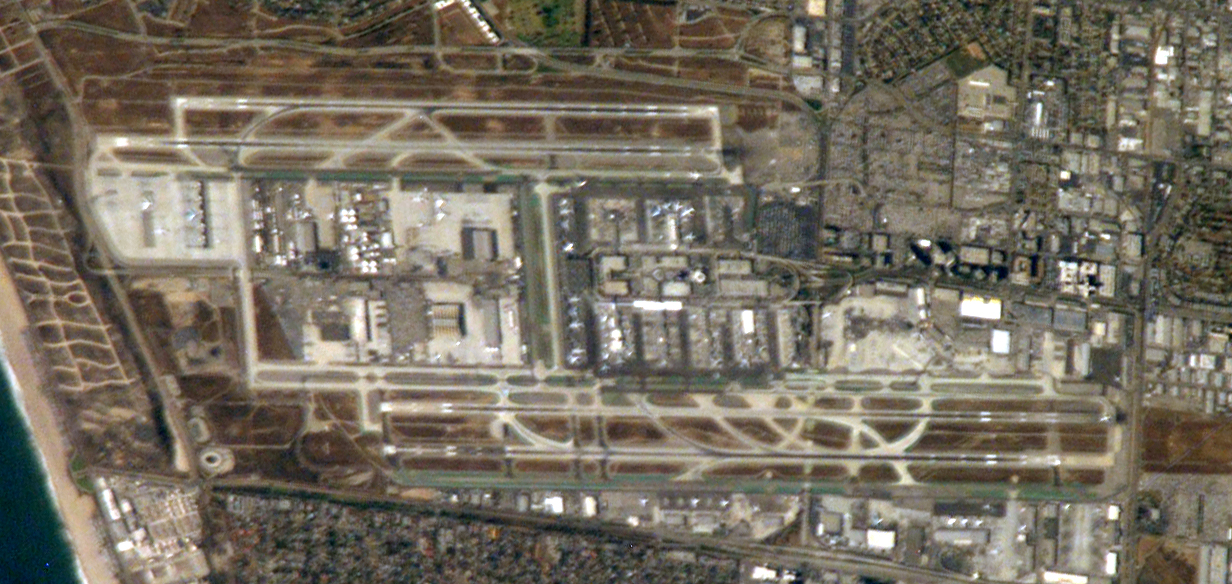
ロサンゼルス国際空港の航空写真。画像の1番下側にある滑走路が25Lである。

292便は滑走路25L(3382m)に着陸した。滑走中に摩擦が原因で前部の降着装置から炎が上がったが、幸い機体には燃え移らず、午後6時20分に滑走路上で無事停止した。
前部降着装置が接地するのをなるべく遅らせようと逆噴射は行わなかったため、停止までの滑走距離は通常よりも長くかかり、停止地点から滑走路の終端まではわずか300mほどしか残っていなかった。停止後の前輪は滑走路との摩擦により半分近く平らに削り取られていた。

## 原因
離陸した際に、ラグ（部品）が破損し機首の着陸装置が歪んだ事によりエラーが発生し、搭載されていたBSCUシステムが前輪の角度を機械的に90度に固定した（変に傾いている状態より、進行方向に対して垂直である90度で着陸した方が、幾分かマシだからである）。
NTSB（国家運輸安全委員会）は、4つのanti-rotation lugsのうち、2つが金属疲労により破損していたと報告している。

## その後
その後、事故機は修理の後現役復帰し、現在もジェットブルー航空で運航されている。当該路線は現在も運航されているが、292便の便名は358便に変更された。